# Takuma Eiga
Pour les articles homonymes, voir Takuma et Eiga.
Takuma Eiga (宅磨栄賀), de son vrai nom: Yūshin est un peintre de l'École Takuma, japonais du XIVe siècle. Ses dates de naissance et de décès ainsi que ses origines, ne sont pas connues, mais on sait que sa période d'activité se situe entre 1350 et 1395.

## Biographie
Takuma Eiga est un peintre bouddhiste qui obtient le titre honorifique de « hōgen ».
Il aurait peint avant 1351, un Portrait du prince Shotoku, œuvre qui n'existe plus, tandis que son Portrait de Hitomaro, datant de 1395, est conservé aux Archives Tokiwayama de Kanagawa.
Ses autres œuvres connues ne sont pas datées. On peut citer entre autres: La Triade de Cakyamuni, les Seize arhats, Acala et deux autres acolytes, La Triade d'Amida franchissant les monts et le Nirvana.
Le style de Takuma Eiga se caractérise par la combinaison de méthodes traditionnelles de la peinture bouddhique postérieure à l'Époque de Heian et du goût song introduit à l'Époque de Kamakura.

## Musées
- Musée national de Kyoto:
  - La Triade de Cakyamuni.
  - Les seize arhats.
- Osaka (Musée d'art Fujita) :
  - Seize arhats.
- Tokyo (Musée d'art Idemitsu):
  - La Triade d'Amida franchissant les monts.
- Washington DC (Freer Gallery of Art):
  - Samantabhadra.